# هيكاري (ياماغوتشي)
مدينة هيكاري (بالإنجليزية: Hikari)‏ هي أحد المدن التابعة لمحافظة ياماغوتشي. تأسست رسميًا في 04/10/2004. ويقدر عدد سكانها بـ 53274 نسمة حسب تقدير مكتب الإحصاء الياباني لعام 2012. تبلغ مساحة هيكاري 91.94 كم2. بكثافة سكانية تبلغ 579 نسمة/كم2.

## أعلام
- تسوتومو فوجيمورا
- كينجي مياموتو
- ريوجي سويوكا